# Orange City (Iowa)
Orange City – miasto w Stanach Zjednoczonych, w stanie Iowa, w hrabstwie Sioux. Zgodnie ze spisem statystycznym z 2000 roku, miasto liczyło 5 582 mieszkańców.